# Robert Fuller (attore)
Robert Fuller (Chicago, 29 luglio 1933) è un attore statunitense, famoso per la sua voce profonda e per i suoi ruoli di Jess Harper e Cooper Smith nei popolari telefilm western Laramie e Carovane verso il West. È anche famoso per il suo ruolo del Dottor Kelly Brackett nel telefilm a sfondo ospedaliero Squadra emergenza. 
La sua carriera inizio da adolescente come ballerino, stuntman e comparsa. Apparve in qualche episodio di telefilm western e svariati film tra cui The Brain from Planet Arous, Teenage Thunder, Il ritorno dei magnifici sette, Massacro a Phantom Hill e The Hard Ride.

## Carriera
Il primo ruolo piccolo di Fuller fu una comparsa in Il prezzo del dovere. Questo fu il primo di molti ruoli in vari progetti, compresi quelli di un cheerleader e giocatore di football in I Love Melvin. Nel 1953 ebbe di nuovo parti non accreditate in Gli uomini preferiscono le bionde con Marilyn Monroe e Non sparare, baciami! con Doris Day. Il primo ruolo di Fuller dove parla fu in La legge del Signore del 1956 dove avrebbe lavorato con il futuro collega di Laramie John Smith, un altro futuro amico, Doug McClure e Gary Cooper. Interpretò anche prigionieri di guerra in Prisoner of War e L'ora del delitto.
Fuller fu la seconda scelta di David Dortort per il ruolo del più giovane e arrogante dei figli di Lorne Greene in Bonanza della NBC ma perse il ruolo per un altro attore di allora giovane e ancora sconosciuto, Michael Landon, sul cui ruolo si basò la carriera. Nello stesso periodo Fuller ottenne il ruolo come vice protagonista di Jess Harper in Laramie che durò dal 1959 al 1963 e Fuller si ritrovò a lavorare con uno dei suoi migliori amici, John Smith. Ancora uno sconosciuto all'epoca, a Fuller fu chiesto di fare un provino per il personaggio di Slim Sherman, e Smith originariamente poteva essere Jess Harper. Fuller insisteva che sarebbe stato meglio nel ruolo di Harper e dopo il provino vinse il ruolo di Jess mentre Smith ottenne la parte di Slim.
Anche se il genere western stava perdendo vigore negli anni 60, Fuller ne fece qualcuno nel 1966. Fu protagonista insieme a Dan Duryea in Massacro a Phantom Hill, interpretò lo sfortunato capitano dell'esercito confederato William J. Fetterman nell'episodio di Polvere di stelle "Massacre at Fort Phil Kearney", fu Vin in Il ritorno dei magnifici sette, il primo dei seguiti a I magnifici sette.
Nel 1980 Fuller interpretò il pilota di una serie western per la CBS, Jake's Way, dove doveva essere il protagonista ma la serie fallì nell'attirare l'attenzione dei produttori. Appena gli anni 90 si avvicinarono apparve in qualche episodio di molti telefilm tra cui Love Boat, Professione pericolo, La signora in giallo, Matt Houston, Vietnam addio, Le avventure di Brisco County Jr., JAG - Avvocati in divisa e Un detective in corsia. Ha avuto i ruoli ricorrenti del pro-pronipote di Jess Harper Darryl Harper in Renegade con Lorenzo Lamas e Branscombe Richmond e del texas ranger di El Paso Wade Harper in tre episodi Walker Texas Ranger con Chuck Norris e Clarence Gilyard, riapparendo nuovamente nella serie nel ruolo di Cabe Wallace.
Le sue ultime apparizioni cinematografiche furono quelle del Dottor Hackett nel film parodistico Riposseduta dove citava il suo personaggio di Squadra Emergenza e un cameo di un giocatore di poker insieme a molte altre vecchie star dei western televisivi in Maverick. Il suo ultimo ruolo fu nel 2001

## Vita privata
Fuller e Patricia Lee Lyon si sposarono il 20 dicembre 1962 e ebbero tre figli. Divorziarono nel 1984 e Lyon morì di tumore nel 1994. Dal 19 maggio 2001 è sposato con l'attrice Jennifer Savidge, famosa per il suo ruolo nella serie della NBC A cuore aperto

## Filmografia

### Cinema
- Non sparare, baciami! (Calamity Jane), regia di David Butler (1953), non accreditato
- Gli uomini preferiscono le bionde (Gentlemen Prefer Blondes), regia di Howard Hawks (1953), non accreditato
- L'isola del piacere (The Girls of Pleasure Island), regia di Alvin Ganzer e F. Hugh Herbert (1953), non accreditato
- I Love Melvin, regia di Don Weis (1953), non accreditato
- Giulio Cesare (Julius Caesar), regia di Joseph L. Mankiewicz (1953), non accreditato
- I pascoli d'oro (San Antone), regia di Joseph Kane (1953), non accreditato
- Prisoner of War, regia di Andrew Marton (1954), non accreditato
- La legge del Signore (Friendly Persuasion), regia di William Wyler (1956), non accreditato
- I dieci comandamenti (The Ten Commandments), regia di Cecil B. DeMille (1956), non accreditato
- Le 22 spie dell'Unione (The Great Locomotive Chase), regia di Francis D. Lyon (1956), non accreditato
- Il colosso d'argilla (The Harder They Fall), regia di Mark Robson (1956), non accreditato
- Donne... dadi... denaro! (Meet Me in Las Vegas), regia di Roy Rowland (1956), non accreditato
- The Brain from Planet Arous, regia di Nathan Juran (1957)
- Il delinquente delicato (The Delicate Delinquent), regia di Don McGuire (1957), non accreditato
- Spartacus, regia di Stanley Kubrick (1960), non accreditato
- Il ritorno dei magnifici sette (Return of the Magnificent Seven), regia di Burt Kennedy (1966)
- The Hard Ride, regia di Burt Topper (1971)
- Lo chiamavano Sergente Blu (The Gatling Gun), regia di Robert Gordon (1972)
- Per strade diverse (Separate Ways), regia di Howard Avedis (1981)
- Megaforce, regia di Hal Needham (1982)
- Riposseduta (Repossessed), regia di Bob Logan (1990)
- Maverick, regia di Richard Donner (1994)

### Televisione
- Laramie – serie TV, 113 episodi (1959-1963)
- The Crisis – serie TV, 1 episodio (1965)
- La grande vallata (The Big Valley) – serie TV, 1 episodio (1967)
- Alla conquista dell'Oregon (The Oregon Trail) – serie TV, episodio 1x13 (1978)
- Jake's Way, regia di Richard A. Colla – film TV (1980)
- Professione pericolo (The Fall Guy) – serie TV, 2 episodi (1983-1986)
- Bonanza: The Next Generation, regia di William F. Claxton – film TV (1988)
- La signora in giallo (Murder, She Wrote) – serie TV, episodio 4x22 (1988)
- Renegade – serie TV, 2 episodi (1995-1997)
- Kung Fu: la leggenda continua (Kung Fu: The Legend Continues) – serie TV, 1 episodio (1995)
- Walker Texas Ranger – serie TV, 4 episodi (1997-2001)
- Un detective in corsia (Diagnosis: Murder) – serie TV, 2 episodi (1997-2000)
- Seinfeld – serie TV, 1 episodio (1997)
- JAG - Avvocati in divisa (JAG) – serie TV, 2 episodi (2001)

## Doppiatori italiani
- Pino Locchi in La terza fossa
- Sergio Graziani in Il ritorno dei Magnifici Sette